# Карло Марія Мартіні
Карло Марія Мартіні (італ. Carlo Maria Martini; 15 лютого 1927, Турин — 31 серпня 2012, Галларате) — італійський кардинал, єзуїт. Архієпископ Мілана з 6 січня 1980 по 11 липня 2002 року Кардинал-священик з титулом церкви Святої Цецилії в Трастевере з 2 лютого 1983.Часто розглядався як один з найбільш «прогресивних» членів Колегії кардиналів. Кардинал Мартіні отримав широку популярність завдяки своїм всебічним і неупередженим робіт, популярних в одних колах і з поганою славою — в інших.

## Освіта
Мартіні вступив в єзуїтський орден у 1944 році, був висвячений на священика 13 липня 1952 архієпископом Турина кардиналом Мауріліо Фоссати. У 1958 році отримав вчений ступінь доктора богослов'я (дисертація по фундаментальної теології) в Папському Григоріанському університеті. У 1962 році став професором текстової критики в Папському біблійному інституті, спеціалізованій установі Григоріанського університету. Ректором цього інституту Мартіні був призначений в 1969 році. з 1969 по 1978 рік був ректором Папського біблійного інституту. 18 липня 1978 року, за підтримки папи римського Павла VI, був обраний великим ректором (лат. Rector magnificus) Папського Григоріанського університету. Протягом цих років він редагував безліч академічних робіт. Був єдиним католиком в Екуменічному Комітеті з підготовки грецького видання Нового Завіту.

## Архієпископ Мілана і кардинал
29 грудня 1979 року папа римський Іоанн Павло II призначив Мартіні архієпископом Мілану, пост він прийняв після висвячення в єпископи, яке здійснив особисто понтифік 6 січня 1980 року в Ватикані. Таким чином його перше єпархіальне призначення відразу було в один з найбільших і великих дієцезій. Зведений у сан кардинала на консисторії 2 лютого 1983 року. Кардинал-священик з титулом церкви церкви Святої Цецилії в Трастевере (район Риму на західному березі річки Тибр, на південь від Ватикану). У 1987—1993 роках Мартіні був головою Ради Конференцій європейських католицьких єпископів.

## Папабіль
У 2002 році кардиналу Мартіні виповнилося 75 років, вік примусової відставки в Церкві. Його наступником на посаді архієпископа Мілана став кардинал Діоніджі Теттаманці. Під час Папського Конклаву 2005 року Мартіні було 78 років, і, отже, він мав право голосувати за нового понтифіка. Протягом багатьох років частина католиків вважала, що саме кардинал Мартіні може бути обраний папою. Однак після смерті Іоанна Павла II, більшість фахівців зійшлися на думці, що його обрання малоймовірно, беручи до уваги його ліберальну репутацію і те, що він страждає від хвороби Паркінсона. Проте, якщо вірити газеті La Stampa, Мартіні в ході першого голосування на конклаві отримав більшу кількість голосів, ніж кардинал Йозеф Ратцингер, майбутній Папа Римський Бенедикт XVI (40 проти 38). Правда є і інші описи Конклава: наприклад, анонімний кардинальський щоденник повідомляє, що Мартіні ніколи не набирав більше дюжини голосів, на відміну від іншого кардинала-єзуїта, Хорхе Маріо Бергольо з Буенос-Айреса, і саме тому швидко відкликав свою кандидатуру. 15 лютого 2007 кардиналу Мартіні виповнилося 80 років, і він втратив право брати участь в конклаві.

## Ліберальні погляди
У квітні 2006 року, у відповідь на запитання журналіста, Мартіні заявив, що в деяких випадках використання презервативів серед подружніх пар, де один з подружжя має ВІЛ / СНІД, щоб запобігти його передачу партнеру, могло б бути «меншим злом». Однак він швидко обмовився, що одна справа потурати цьому «меншому злу» в таких випадках, і зовсім інше для церкви — сприяти використанню презервативів. Офіційна доктрина Католицької церкви говорить, що з ВІЛ потрібно боротися стриманістю, і Церква виступає проти використання презервативів в будь-якій ситуації. Через кілька днів офіційний Ватикан повідомив, що кардинал Мартіні поквапився, і позиція Церкви в питанні використання презервативів незмінна. Кардинал Мартіні, поряд з кардиналами Денієлс, Леманном і іншими, знаходився в негласної опозиції до папи Бенедикта XVI, що не розділяє їх ліберальні погляди. Карло Марія Мартіні — лауреат премії принца Астурійського за досягнення в області соціальних наук (2000 рік), почесний член Папської академії наук (2000 рік).

## Смерть і поховання
Кардинал Карло Марія Мартіні помер 31 серпня 2012 року у сні о 3:45 вечора, від хвороби Паркінсона, в Aloisianum в Галлараті.